# Simon Claude Mimouni
Pour les articles homonymes, voir Mimouni.
Simon Claude Mimouni, né à Bône, en Algérie, le 26 avril 1949, est un historien français, spécialisé dans le domaine de l'histoire des religions, notamment du christianisme et du judaïsme dans l'Antiquité.

## Biographie
Élève de l'École biblique et archéologique française de Jérusalem de 1987 à 1988, chercheur du Fonds national de la recherche suisse de 1989 à 1991, titulaire d'un doctorat nouveau régime de l'École pratique des hautes études en 1992 et d'une habilitation à diriger des recherches de l'Université d'Aix-Marseille en 1998, Mimouni est, de 1995 à 2017, directeur d'études à la section des sciences religieuses de l'École pratique des hautes études où il occupe la chaire « Origines du christianisme ». Il est actuellement directeur d'études émérite à l'EPHE et professeur associé à l'Université Laval de Québec. Il a étudié l'histoire de la formation du mouvement des disciples de Jésus dans et hors du judaïsme aux Ier et IIe siècles et, notamment, la première communauté de Jérusalem, ainsi que l'histoire du judaïsme antique du IIe siècle avant notre ère au IIe siècle de notre ère – en particulier le judaïsme sacerdotal et synagogal d'après 70 de notre ère. Il a été professeur invité dans diverses universités en Europe, au Canada et en Israël.
Il a successivement dirigé la revue Apocrypha, éditée par Brepols, de 1995 à 2000, la Revue des études juives, éditée par Peeters, de 1997 à 2011 et, de nouveau chez Brepols, la revue Judaïsme ancien / Ancient Judaism, de 2013 à 2018. Il a aussi dirigé de 2001 à 2012 la « Collection de la Revue des études juives », publiée aux éditions Peeters. De 2012 à 2014, il a été directeur de la série "Judaïsme antique" dans la collection « Patrimoines » aux éditions du Cerf et, depuis 2013, de la collection « Judaïsme ancien et origines du christianisme » aux éditions Brepols.
Il a traité durant de longues années la question des racines juives ou judéennes du christianisme. Actuellement, parmi ses recherches, il focalise son attention sur l'histoire des idéologies dont les fondements religieux et les développements politiques – notamment les prophétologies et messianologies judéo-chrétiennes, lesquelles ont profondément marqué l'islam dans ses origines et ses évolutions. Il tente ainsi de mettre au jour les fondements des sociétés politiques dites « modernes » dont les racines de fait remontent à l’Antiquité et aux religions dites « monothéistes » – la politique qu'elle l'accepte ou non est d'essence religieuse (voir par exemple le cas du marxisme qui, dans son application « soviétique », s'est inspiré du fonctionnement de l'Église orthodoxe russe, le culte des « Pères de la Révolution » correspondant à celui des « saints »).
Dans ses séminaires à l'École pratique des hautes études, il a été question, entre 2006 et 2012, de l'histoire de la communauté chrétienne d'origine judéenne de Jérusalem entre 30 et 135. De 2012 à 2014, son attention s'est portée sur l'histoire de Jésus de Nazareth dans son milieu. En 2014-2015, il a étudié les « baptistes elkasaïtes dans la Vita Mani du corpus manichéen de Cologne ». De 2015 à 2017, il a traité de deux problématiques : les mouvements baptistes – johannites, ébionites, elkasaïtes et mandéens – et le prosélytisme dans le monde judéen aux époques grecque et romaine du IIe siècle avant notre ère au IIe siècle de notre ère. Il a poursuivi durant sa première année d'éméritat, en 2017-2018, l'étude de la première de ces deux thématiques. Les six années suivantes d'éméritat ont été consacrées au "Charisme prophétique ou messianique à l'époque moderne: autorité et légitimité en conflit" (en 2018-2019 et 2019-2020) et au "Judaïsme chrétien de l'Antiquité: retour sur des éléments de recherches et de perspectives" (en 2020-2021, en 2021-2022, en 2022-2023 et en 2023-2024).

## Publications

### Ouvrages
- Dormition et assomption de Marie : Histoire des traditions anciennes, Paris, Beauchesne, collection « Théologie historique » (no 98), 716 pages, 1995  (ISBN 2-7010-1320-8).
- Le Judéo-christianisme ancien : Essais historiques, Paris, Le Cerf, collection « Patrimoines », 547 pages, 1998  (ISBN 2-204-05937-4).
- La Tradition grecque de la Dormition et de l'Assomption de Marie, avec Sever Juan Voicu, Paris, Le Cerf, collection « Sagesses chrétiennes », 244 pages, 2003  (ISBN 2-204-06978-7).
- Les Chrétiens d'origine juive dans l'Antiquité, Paris, Albin Michel, collection « Présences du judaïsme poche » (no 29), 261 pages, 2004. (ISBN 2-226-15441-8).
- Le Christianisme, des origines à Constantin, avec Pierre Maraval, Paris, Presses universitaires de France, collection « Nouvelle Clio », 528 pages, 2006  (ISBN 2-13-052877-5).
- Les Fragments évangéliques judéo-chrétiens apocryphisés : Recherches et perspectives, Paris, J. Gabalda et Cie, collection « Cahiers de la revue biblique » (no 66), 93 pages, 2006.
- La Circoncision dans le monde judéen aux époques grecque et romaine : Histoire d'un conflit interne au judaïsme, Paris-Leuven, Peeters, « collection de la Revue des études juives » (no 42), 388 pages, 2007  (ISBN 978-2-87723-995-0 et 978-90-429-1968-6).
- Les Traditions anciennes sur la Dormition et l’Assomption de Marie. Études littéraires, historiques et doctrinales, Leyde-Boston, Brill, collection « Supplements to Vigiliae Christianae » (no 104), 2011.
- Early Judaeo-Christianity. Historical Essays, Leuven, Peeters, collection Interdisciplinary Studies in Ancient Culture and Religion (no 13), 2012.
- Le Judaïsme ancien du VIe siècle avant notre ère au IIIe siècle de notre ère : des prêtres aux rabbins, Paris, Presses universitaires de France, Collection Nouvelle Clio, IX + 960 pages, 2012.
- Jacques le Juste, frère de Jésus de Nazareth. Histoire de la communauté nazoréenne / chrétienne de Jérusalem du Ier au IVe siècle, Paris, Bayard, 616 pages, 2015.
- Le judaïsme ancien et les origines du christianisme. Études épistémologiques et méthodologiques, Paris, Bayard, 2017.
- Origines du christianisme. Recherche et enseignement à la Section des sciences religieuses de l’École pratique des Hautes études, 1991-2017, préface de Paul-Hubert Poirier, membre de l’Institut, Turnhout, Brepols, collection Judaïsme antique et origines du christianisme, 2018
- Introduction à l’histoire des origines du christianisme, Paris, Bayard, 2019.
- Les baptistes du Codex manichéen de Cologne sont-ils des elkasaïtes ? Préface de Paul-Hubert Poirier, membre de l’Institut, Turnhout, Brepols, coll. « Judaïsme antique et Origines du christianisme », 2020.
- Le Judaïsme ancien du VIe siècle avant notre ère au IIIe siècle de notre ère : des prêtres aux rabbins, Nouvelle édition revue, révisée et complétée, Paris, Presses universitaires de France, Collection Nouvelle Clio, XI + 1046 pages, 2021.
- Les 100 mots du judaïsme, Paris, Presses universitaires de France, coll. « Que sais-je ? » 2022 (en collaboration avec José Costa).
- Politiques de la religion : prophétismes, messianismes, millénarismes, préface de Madeleine Scopello, correspondant de l’Institut, Paris, Presses universitaires de France, 2023.

### Directeur de publication
- Le Judéo-christianisme dans tous ses états : Actes du colloque de Jérusalem, 6-10 juillet 1998 organisé à l'EBAF, avec F. Stanley Jones, Paris, Le Cerf, collection « Lectio divina », 461 pages, 2001  (ISBN 2-204-06445-9).
- Apocryphité : histoire d'un concept transversal aux religions du Livre, en hommage à Pierre Geoltrain, Turnhout, Brepols, collection « Bibliothèque de l'École des hautes études, Sciences religieuses » (no 113), 333 pages, 2002  (ISBN 2-503-51349-2).
- Les communautés religieuses dans le monde gréco-romain : Essais de définition, avec Nicole Belayche, Turnhout, Brepols, collection « Bibliothèque de l'École des hautes études, Sciences religieuses » (no 117), 351 pages, 2003  (ISBN 2-503-52204-1).
- I Testi del primo cristianesimo. II Convegno di G.E.R.I.C.O., Bologne, Annali di storia dell’esegesi 22/2, 2005.
- Pierre Geoltrain ou comment « faire l'histoire » des religions ? : Le chantier des « origines », les méthodes du doute et la conversation contemporaine entre les disciplines, avec Isabelle Ullern-Weité, Turnhout, Brepols, collection « Bibliothèque de l'École des hautes études, Sciences religieuses » (no 128) / « Histoire et prosopographie de la section des sciences religieuses » (no 2), 399 pages, 2006  (ISBN 2-503-52341-2).
- Les revues scientifiques d'études juives : Passé et avenir, à l'occasion du 120e anniversaire de la Revue des études juives, Actes de la table ronde, Paris, 13-14 novembre 2002, avec Judith Olszowy-Schlanger, Paris-Leuven, Peeters, « Collection de la Revue des études juives » (no 38), 303 pages, 2006  (ISBN 2-87723-936-5 et 90-429-1783-0).
- Qoumrân et le judaïsme du tournant de notre ère : Actes de la table ronde, Collège de France, 16 novembre 2004, Colloque organisé au Collège de France par la Société des études juives, avec André Lemaire, Paris-Leuven, Peeters, « Collection de la Revue des études juives » (no 40), 153 pages, 2006  (ISBN 2-87723-927-6 et 90-429-1760-1).
- Judaïsme et christianisme. Séparation ou rupture, Dijon (Religions et Histoire 6) [conseiller scientifique], 2006.
- Aux origines du christianisme, Dijon (Religions et Histoire 22) [conseiller scientifique], 2008.
- Entre lignes de partage et territoires de passage. Les identités religieuses dans les mondes grec et romain. « Paganismes », « judaïsmes », « christianismes », avec Nicole Belayche, Paris-Leuven, Peeters, « collection de la Revue des études juives » (no 48), 2009.
- Walter Bauer, Orthodoxie et hérésie aux débuts du christianisme, 2e édition revue et complétée par un supplément, établie par Georg Strecker, préfacé par Alain Le Boulluec, traduit par Philippe Vuagnat, révisé et complété par Christina et Simon C. Mimouni, Paris, Le Cerf, collection Patrimoines, 2009.
- La littérature apocalyptique : entre prophétisme, messianisme et millénarisme ? avec Arnaud Sérandour, Paris-Leuven, Revue des études juives 169/1-2, 2010.
- Les Judaïsmes des prêtres aux chrétiens et aux rabbins (Ier siècle avant notre ère – IIIe siècle de notre ère), Dijon (Religions et Histoire 42) [conseiller scientifique], 2012.
- La croisée des chemins revisitées. Quand l'Eglise et la Synagogue se sont-elles distintinguées. Actes du colloque de Tours, 18-19 juin 2010, avec Bernard Pouderon, Paris, Le Cerf, collection Patrimoines, Judaïsme antique, 388 pages, 2012.
- Les Judaïsmes dans tous leurs états aux Ier – IIIe siècles (les Judéens des synagogues, les chrétiens et les rabbins). Actes du colloque de Lausanne, 12-14 décembre 2012, avec Claire Clivaz et Bernard Pouderon, Turnhout, Brepols, collection Judaïsme antique et origines du christianisme, 2015.
- Mystique théorétique et théurgique dans l’Antiquité gréco-romaine. Judaïsmes et christianismes, avec Madeleine Scopello, Turnhout, Brepols, collection Judaïsme antique et origines du christianisme, 2016.
- La sacerdotalisation dans le judaïsme synagogal, dans le christianisme et dans le rabbinisme. Actes du colloque de Québec, 18-20 septembre 2014, avec Louis Painchaud, Turnhout, Brepols, collection Judaïsme antique et origines du christianisme, 2018.
- La « sacerdotalisation » dans les premiers écrits mystiques juifs et chrétiens. Actes du colloque international tenu à l’Université de Lausanne du 26 au 28 octobre 2015, avec David Hamidovic et Louis Painchaud, Turnhout, Brepols, collection Judaïsme antique et Origines du christianisme, 2021.